# پروس باختری
پروس باختری یا پروس غربی (به آلمانی: Westpreußen، لهستانی: Prusy Zachodnie) یکی از استان‌های پادشاهی پروس میان سال‌های ۱۷۷۳ تا ۱۸۲۹ میلادی بود. از سال ۱۸۲۹ تا ۱۸۷۸ میلادی این استان با پروس خاوری متحد شدند و تشکیل استان پروس را دادند. از ۱۸۷۸ میلادی تا پیرامون ۱۹۲۰ میلادی این سرزمین به صورت بخشی از امپراتوری آلمان درآمد.
پیش از آن این سرزمین بخشی از استان لهستانی پروس پادشاهی بود. با شکست آلمان در ۱۹۱۸ پروس باختری میان لهستان و جمهوری وایمار پخش شد. میان سال‌های جنگ جهانی دوم اینجا بخشی از رایکسگاو دانتسیگ-پروس باختری شمرده می‌شد. پس از جنگ نیز پروس باختری به خاک لهستان ضمیمه شد. بیشتر سرزمین پروس باختری، امروزه به بخشی از استان پومرانی لهستان با مرکزیت گدانسک تبدیل شده‌است.

## تاریخچه
در سده‌های میانه مردمانی اسلاونژاد در پروس باختری ساکن شدند. سپس و در نتیجهٔ کوچ‌های تازه، ترکیب جمعیت پروس باختری به گونهٔ آمیزه‌ای از ژرمنها، لهستانی‌ها، کاشوب‌های اسلاونژاد و... شد.
میان سال‌های ۱۸۰۷ تا ۱۸۱۳ میلادی و جنگ‌های ناپلئونی بخش‌هایی از جنوب پروس باختری به دوک‌نشین ورشو پیوست.
در ۱۸۱۵ این بخش‌ها دوباره به پادشاهی پروس پیوست و تا سال ۱۸۲۹ میلادی همچنان به عنوان بخشی از پادشاهی پروس باقی ماند. از سال ۱۸۲۹ تا ۱۸۷۸ میلادی این استان با پروس خاوری متحد شدند و تشکیل استان پروس را دادند ولی همچنان به عنوان بخشی از پادشاهی پروس باقی ماندند.
از ۱۸۷۸ میلادی، استان پروس به صورت بخشی از بخشی از امپراتوری آلمان درآمد. امپراتوری آلمان تا نوامبر ۱۹۱۸ میلادی ادامه یافت. پس از شکست امپراتوری آلمان در نوامبر ۱۹۱۸ میلادی و انعقاد پیمان ورسای در سال ۱۹۱۹ میلادی، بیشتر خاک پروس باختری به لهستان واگذار شد و بخش‌های کوچکی در دو سوی پروس باختری جزئی از خاک جمهوری وایمار گردید.
آلمان نازی پروس باختری را به خاک آلمان بازگرداند و ۱۳۰ هزار آلمانی را به آنجا کوچاند، همچنین شمار بسیاری -۱۲۰ تا ۱۷۰ هزار- لهستانی و یهودی را نیز از این سرزمین اخراج کردند.
پیشروی ارتش سرخ در جریان جنگ جنگ جهانی دوم سبب شد تا بسیاری از آلمانی‌های ساکن در پروس باختری از این سرزمین به سوی خاک اصلی آلمان گریختند.
پس از پایان جنگ جهانی دوم و انعقاد توافق پوتسدام، این سرزمین‌ مطابق با وضعیت پیش از جنگ، به لهستان بازگردانده شد. سپس مردم آلمانی‌نژاد این منطقه نیز به غرب تبعید شدند. بسیاری از آنان نیز به اردوگاه‌های کار اجباری شوروی گسیل شدند و در آنجا از میان رفتند.